# Whisky y vodka
Whisky y vodka es una película de comedia musical española de 1965 dirigida por Fernando Palacios y protagonizada por Pili y Mili.

## Argumento
En la ciudad de Chamonix, las dos hijas de los embajadores de las potencias del momento, Estados Unidos y la URSS se conocen. Como tienen un gran parecido físico, esto produce que durante un enredo se intercambien, todo sumado al secuestro de uno de los embajadores, producirá una crisis política mundial.
- Datos: Q9095907